# Липовость
Липовость (рос. Липовость) — присілок в Спас-Деменському районі Калузької області Російської Федерації.
Населення становить 0 осіб. Входить до складу муніципального утворення Село Лазинки.

## Історія
Від 2004 року входить до складу муніципального утворення Село Лазинки

## Населення
| 2002 | 2007 | 2010 |
| ---- | ---- | ---- |
| 3    | ↗4   | ↘0   |